# Meriones meridianus
Meriones meridianus este o specie de rozătoare din familia Muridae care este nativă în deșerturile nisipoase din Afganistan, China, Iran, Azerbaidjan, Kazahstan, Kârgâzstan, Mongolia, Rusia, Tadjikistan, Turkmenistan și Uzbekistan.

## Descriere
Meriones meridianus are o lungime a capului și a corpului de circa 95 până la 134 mm, o coadă la fel de lungă și o greutate de circa 30 până la 60 g. Partea de sus are o nuanță de gri-gălbui palid, cafeniu deschis sau maro închis, iar urechile au baza negricioasă. Abdomenul și pieptul sunt albe, pieptul având o dungă de culoare maro deschisă. Coada este maro sau galbenă-brună mai sus și puțin mai palidă mai jos. Ghearele sunt albe.

## Răspândire și habitat
Meriones meridianus este găsită în cea mai mare parte a Asiei Centrale și de Est. Arealul său se extinde de la Marea Caspică prin Kazahstan și sudul Rusiei spre nordul Chinei și sudul Mongoliei. Limita de sud a arealului său este nord-estul Iranului și nordul Afganistanului. Habitatele sale tipice sunt deșerturile nisipoase, câmpiile aluviale și în special zonele aride și nisipoase din deșerturile deluroase cu tufișuri dispersate.

## Ecologie
Meriones meridianus trăiește în colonii mari cu structuri sociale complexe. Intrarea în vizuină este de obicei situată la baza unei plante. Această specie este preponderent nocturnă, dar poate ieși din vizuină în timpul zilei atunci când este toamnă sau iarnă. Dieta sa este alcătuită în principal din semințe și fructe, dar se hrănește și cu vegetație și insecte. Depozitează cantități mici de hrană în vizuină. Reproducerea are loc preponderent primăvara și toamna, iar femela naște aproximativ șase pui.

## Stare ecologică
Meriones meridianus este o specie comună în habitatele adecvate cuprinse în arealul său larg. Nu au fost identificate amenințări deosebite pentru această specie, iar Uniunea Internațională pentru Conservarea Naturii a clasificat-o ca fiind neamenințată cu dispariția.